# Ilderton
Ilderton – wieś w Anglii, w hrabstwie Northumberland. Leży 62 km na północ od miasta Newcastle upon Tyne i 459 km na północ od Londynu. W 2001 miejscowość liczyła 94 mieszkańców.